# Liste der Nummer-eins-Hits in Österreich (2002)
Diese Liste enthält alle Nummer-eins-Hits in Österreich im Jahr 2002. Sie basiert auf den Top 75 der österreichischen Charts bei den Singles und bei den Alben. Es gab in diesem Jahr 14 Nummer-eins-Singles und 19 Nummer-eins-Alben.

## Singles
| ← 2001 ← | Liste der Nummer-eins-Hits in Österreich | Liste der Nummer-eins-Hits in Österreich | Liste der Nummer-eins-Hits in Österreich                                                                                                   | 2003 →                    |
| \| Zeitraum \| Wo. ges. \| Interpret \| Titel Autor(en) \| Zusätzliche Informationen \| \| (Zeitraum, Wochen auf Platz eins, Interpret, Titel, Autor[en], zusätzliche Informationen) \| \| \| \| \| \| ----------------------------------------------------------------------------------------- \| -------- \| --------------------------------- \| ------------------------------------------------------------------------------------------------------------------------------------------ \| ------------------------- \| \| 16. Dezember 2001 – 31. Januar 2002 7 Wochen \| 7 \| Bro’Sis \| I Believe Alex Jörg Christensen, Peter Könemann, Jens Klein, Clyde Joseph Ward \| – \| \| 1. Februar 2002 – 7. Februar 2002 1 Woche \| 1 \| Kate Winslet \| What If Wayne Anthony Hector, Steven McCutcheon \| – \| \| 8. Februar 2002 – 14. Februar 2002 1 Woche (insgesamt 2) \| 2 \| Nickelback \| How You Remind Me Chad Robert Kroeger, Michael Douglas Henry Kroeger, Ryan Anthony Peake, Ryan Vikedal \| – \| \| 15. Februar 2002 – 21. Februar 2002 1 Woche (insgesamt 7) \| 7 \| Shakira \| Whenever, Wherever Shakira Isabel Mebarak, Gloria M. Estefan, Timothy C. Mitchell \| – \| \| 22. Februar 2002 – 28. Februar 2002 1 Woche (insgesamt 2) \| 2 \| Nickelback \| How You Remind Me Chad Robert Kroeger, Michael Douglas Henry Kroeger, Ryan Anthony Peake, Ryan Vikedal \| – \| \| 1. März 2002 – 10. April 2002 6 Wochen (insgesamt 7) \| 7 \| Shakira \| Whenever, Wherever Shakira Isabel Mebarak, Gloria M. Estefan, Timothy C. Mitchell \| – \| \| 11. April 2002 – 1. Mai 2002 3 Wochen \| 3 \| Ben feat. Gim \| Engel Hans Heinrich Wegemund, Alvah Israel \| – \| \| 2. Mai 2002 – 22. Mai 2002 3 Wochen \| 3 \| Mad’House \| Like a Prayer Madonna L. Ciccone, Patrick Raymond Leonard \| – \| \| 23. Mai 2002 – 29. Mai 2002 1 Woche \| 1 \| Ronan Keating \| If Tomorrow Never Comes Kent Evan Blazy, Troyal Garth Brooks \| – \| \| 30. Mai 2002 – 5. Juni 2002 1 Woche \| 1 \| No Angels \| Something About Us Thorsten Brötzmann, Alexander Geringas, Vanessa Petruo \| – \| \| 6. Juni 2002 – 10. Juli 2002 5 Wochen (insgesamt 8) \| 8 \| Eminem \| Without Me Anne Jennifer Dudley, Marshall Mathers, Jeffrey Irwin Bass, Malcolm Robert Andrew McLaren, Trevor Charles Horn, Kevin Dean Bell \| – \| \| 11. Juli 2002 – 17. Juli 2002 1 Woche \| 1 \| Shakira \| Underneath Your Clothes Lester A. Mendez, Shakira Isabel Mebarak \| – \| \| 18. Juli 2002 – 7. August 2002 3 Wochen \| 3 \| Professor Kaiser feat. Mayerhofer \| Was is mit du? \| – \| \| 8. August 2002 – 28. August 2002 3 Wochen (insgesamt 8) \| 8 \| Eminem \| Without Me Anne Jennifer Dudley, Marshall Mathers, Jeffrey Irwin Bass, Malcolm Robert Andrew McLaren, Trevor Charles Horn, Kevin Dean Bell \| – \| \| 29. August 2002 – 25. September 2002 4 Wochen \| 4 \| Herbert Grönemeyer \| Mensch Herbert Arthur Grönemeyer \| – \| \| 26. September 2002 – 18. Dezember 2002 12 Wochen \| 12 \| Las Ketchup \| The Ketchup Song (Aserejé) Francisco Manuel Ruiz Gomez \| – \| \| 19. Dezember 2002 – 8. Januar 2003 3 Wochen \| 3 \| Die Gerd Show \| Der Steuersong (Las Kanzlern) Francisco Manuel Ruiz Gomez; deutscher Text: Peter Burtz, Elmar Brandt, Michael Kernbach \| – \| |                                          |                                          | |                           |
| ← 2001 |                                          |                                          | | → 2003 →                  |
| Zeitraum | Wo. ges.                                 | Interpret                                | Titel Autor(en) | Zusätzliche Informationen |
| (Zeitraum, Wochen auf Platz eins, Interpret, Titel, Autor[en], zusätzliche Informationen) |                                          |                                          | |                           |
| 16. Dezember 2001 – 31. Januar 2002 7 Wochen | 7                                        | Bro’Sis                                  | I Believe Alex Jörg Christensen, Peter Könemann, Jens Klein, Clyde Joseph Ward                                                             | –                         |
| 1. Februar 2002 – 7. Februar 2002 1 Woche | 1                                        | Kate Winslet                             | What If Wayne Anthony Hector, Steven McCutcheon                                                                                            | –                         |
| 8. Februar 2002 – 14. Februar 2002 1 Woche (insgesamt 2) | 2                                        | Nickelback                               | How You Remind Me Chad Robert Kroeger, Michael Douglas Henry Kroeger, Ryan Anthony Peake, Ryan Vikedal                                     | –                         |
| 15. Februar 2002 – 21. Februar 2002 1 Woche (insgesamt 7) | 7                                        | Shakira                                  | Whenever, Wherever Shakira Isabel Mebarak, Gloria M. Estefan, Timothy C. Mitchell                                                          | –                         |
| 22. Februar 2002 – 28. Februar 2002 1 Woche (insgesamt 2) | 2                                        | Nickelback                               | How You Remind Me Chad Robert Kroeger, Michael Douglas Henry Kroeger, Ryan Anthony Peake, Ryan Vikedal                                     | –                         |
| 1. März 2002 – 10. April 2002 6 Wochen (insgesamt 7) | 7                                        | Shakira                                  | Whenever, Wherever Shakira Isabel Mebarak, Gloria M. Estefan, Timothy C. Mitchell                                                          | –                         |
| 11. April 2002 – 1. Mai 2002 3 Wochen | 3                                        | Ben feat. Gim                            | Engel Hans Heinrich Wegemund, Alvah Israel                                                                                                 | –                         |
| 2. Mai 2002 – 22. Mai 2002 3 Wochen | 3                                        | Mad’House                                | Like a Prayer Madonna L. Ciccone, Patrick Raymond Leonard                                                                                  | –                         |
| 23. Mai 2002 – 29. Mai 2002 1 Woche | 1                                        | Ronan Keating                            | If Tomorrow Never Comes Kent Evan Blazy, Troyal Garth Brooks                                                                               | –                         |
| 30. Mai 2002 – 5. Juni 2002 1 Woche | 1                                        | No Angels                                | Something About Us Thorsten Brötzmann, Alexander Geringas, Vanessa Petruo                                                                  | –                         |
| 6. Juni 2002 – 10. Juli 2002 5 Wochen (insgesamt 8) | 8                                        | Eminem                                   | Without Me Anne Jennifer Dudley, Marshall Mathers, Jeffrey Irwin Bass, Malcolm Robert Andrew McLaren, Trevor Charles Horn, Kevin Dean Bell | –                         |
| 11. Juli 2002 – 17. Juli 2002 1 Woche | 1                                        | Shakira                                  | Underneath Your Clothes Lester A. Mendez, Shakira Isabel Mebarak                                                                           | –                         |
| 18. Juli 2002 – 7. August 2002 3 Wochen | 3                                        | Professor Kaiser feat. Mayerhofer        | Was is mit du? | –                         |
| 8. August 2002 – 28. August 2002 3 Wochen (insgesamt 8) | 8                                        | Eminem                                   | Without Me Anne Jennifer Dudley, Marshall Mathers, Jeffrey Irwin Bass, Malcolm Robert Andrew McLaren, Trevor Charles Horn, Kevin Dean Bell | –                         |
| 29. August 2002 – 25. September 2002 4 Wochen | 4                                        | Herbert Grönemeyer                       | Mensch Herbert Arthur Grönemeyer | –                         |
| 26. September 2002 – 18. Dezember 2002 12 Wochen | 12                                       | Las Ketchup                              | The Ketchup Song (Aserejé) Francisco Manuel Ruiz Gomez                                                                                     | –                         |
| 19. Dezember 2002 – 8. Januar 2003 3 Wochen | 3                                        | Die Gerd Show                            | Der Steuersong (Las Kanzlern) Francisco Manuel Ruiz Gomez; deutscher Text: Peter Burtz, Elmar Brandt, Michael Kernbach                     | –                         |

## Alben
| ← 2001 ← | Liste der Nummer-eins-Alben in Österreich | Liste der Nummer-eins-Alben in Österreich               | Liste der Nummer-eins-Alben in Österreich | 2003 → |
| \| Zeitraum \| Wo. ges. \| Interpret \| Titel \| Zusätzliche Informationen \| \| (Zeitraum, Wochen auf Platz eins, Interpret, Titel, zusätzliche Informationen) \| \| \| \| \| \| ------------------------------------------------------------------------------ \| -------- \| ------------------------------------------------------- \| ----------------------------------- \| -------------------------------------------------------------------------------------------------------------------------------------------------------- \| \| 2. Dezember 2001 – 19. Januar 2002 7 Wochen \| 7 \| Robbie Williams \| Swing When You’re Winning \| – \| \| 20. Januar 2002 – 2. Februar 2002 2 Wochen \| 2 \| Die Wiener Philharmoniker unter Leitung von Seiji Ozawa \| Neujahrskonzert 2002 \| – \| \| 3. Februar 2002 – 9. Februar 2002 1 Woche \| 1 \| Die Toten Hosen \| Auswärtsspiel \| – \| \| 10. Februar 2002 – 16. Februar 2002 1 Woche \| 1 \| Bro’Sis \| Never Forget (Where You Come From) \| – \| \| 17. Februar 2002 – 2. März 2002 2 Wochen (insgesamt 5) \| 5 \| Shakira \| Laundry Service \| – \| \| 2. März 2002 – 9. März 2002 1 Woche \| 1 \| Nickelback \| Silver Side Up \| – \| \| 10. März 2002 – 16. März 2002 1 Woche \| 1 \| Alanis Morissette \| Under Rug Swept \| – \| \| 17. März 2002 – 6. April 2002 3 Wochen (insgesamt 5) \| 5 \| Shakira \| Laundry Service \| – \| \| 7. April 2002 – 13. April 2002 1 Woche (insgesamt 4) \| 4 \| Céline Dion \| A New Day Has Come \| – \| \| 14. April 2002 – 4. Mai 2002 3 Wochen \| 3 \| Xavier Naidoo \| Zwischenspiel – Alles für den Herrn \| – \| \| 5. Mai 2002 – 25. Mai 2002 3 Wochen (insgesamt 4) \| 4 \| Céline Dion \| A New Day Has Come \| – \| \| 26. Mai 2002 – 8. Juni 2002 2 Wochen \| 2 \| Moby \| 18 \| – \| \| 9. Juni 2002 – 20. Juli 2002 6 Wochen \| 6 \| Eminem \| The Eminem Show \| – \| \| 21. Juli 2002 – 24. August 2002 5 Wochen \| 5 \| Red Hot Chili Peppers \| By the Way \| – \| \| 25. August 2002 – 14. September 2002 3 Wochen \| 3 \| Helmut Lotti \| My Tribute to the King \| – \| \| 15. September 2002 – 5. Oktober 2002 3 Wochen (insgesamt 4) \| 4 \| Herbert Grönemeyer \| Mensch \| – \| \| 6. Oktober 2002 – 2. November 2002 4 Wochen \| 4 \| Elvis Presley \| Elv1s – 30 #1 Hits \| – \| \| 3. November 2002 – 9. November 2002 1 Woche (insgesamt 4) \| 4 \| Herbert Grönemeyer \| Mensch \| – \| \| 10. November 2002 – 16. November 2002 1 Woche \| 1 \| Nirvana \| Nirvana \| – \| \| 17. November 2002 – 30. November 2002 2 Wochen \| 2 \| U2 \| The Best of 1990 – 2000 \| – \| \| 1. Dezember 2002 – 7. Dezember 2002 1 Woche (insgesamt 5) \| 5 \| Robbie Williams \| Escapology \| – \| \| 8. Dezember 2002 – 21. Dezember 2002 2 Wochen \| 2 \| Kiddy Contest Kids \| Kiddy Contest Vol. 8 \| Mit der achten Ausgabe des Wettbewerbs erreicht erstmals ein Album zum Kiddy Contest die Spitze der Hitparade. Siegerin wurde die Deutsche Laura Kästel. \| \| 22. Dezember 2002 – 18. Januar 2003 4 Wochen (insgesamt 5) \| 5 \| Robbie Williams \| Escapology \| – \| |                                           |                                                         |                                           | |
| ← 2001 |                                           |                                                         |                                           | → 2003 → |
| Zeitraum | Wo. ges.                                  | Interpret                                               | Titel                                     | Zusätzliche Informationen |
| (Zeitraum, Wochen auf Platz eins, Interpret, Titel, zusätzliche Informationen) |                                           |                                                         |                                           | |
| 2. Dezember 2001 – 19. Januar 2002 7 Wochen | 7                                         | Robbie Williams                                         | Swing When You’re Winning                 | – |
| 20. Januar 2002 – 2. Februar 2002 2 Wochen | 2                                         | Die Wiener Philharmoniker unter Leitung von Seiji Ozawa | Neujahrskonzert 2002                      | – |
| 3. Februar 2002 – 9. Februar 2002 1 Woche | 1                                         | Die Toten Hosen                                         | Auswärtsspiel                             | – |
| 10. Februar 2002 – 16. Februar 2002 1 Woche | 1                                         | Bro’Sis                                                 | Never Forget (Where You Come From)        | – |
| 17. Februar 2002 – 2. März 2002 2 Wochen (insgesamt 5) | 5                                         | Shakira                                                 | Laundry Service                           | – |
| 2. März 2002 – 9. März 2002 1 Woche | 1                                         | Nickelback                                              | Silver Side Up                            | – |
| 10. März 2002 – 16. März 2002 1 Woche | 1                                         | Alanis Morissette                                       | Under Rug Swept                           | – |
| 17. März 2002 – 6. April 2002 3 Wochen (insgesamt 5) | 5                                         | Shakira                                                 | Laundry Service                           | – |
| 7. April 2002 – 13. April 2002 1 Woche (insgesamt 4) | 4                                         | Céline Dion                                             | A New Day Has Come                        | – |
| 14. April 2002 – 4. Mai 2002 3 Wochen | 3                                         | Xavier Naidoo                                           | Zwischenspiel – Alles für den Herrn       | – |
| 5. Mai 2002 – 25. Mai 2002 3 Wochen (insgesamt 4) | 4                                         | Céline Dion                                             | A New Day Has Come                        | – |
| 26. Mai 2002 – 8. Juni 2002 2 Wochen | 2                                         | Moby                                                    | 18                                        | – |
| 9. Juni 2002 – 20. Juli 2002 6 Wochen | 6                                         | Eminem                                                  | The Eminem Show                           | – |
| 21. Juli 2002 – 24. August 2002 5 Wochen | 5                                         | Red Hot Chili Peppers                                   | By the Way                                | – |
| 25. August 2002 – 14. September 2002 3 Wochen | 3                                         | Helmut Lotti                                            | My Tribute to the King                    | – |
| 15. September 2002 – 5. Oktober 2002 3 Wochen (insgesamt 4) | 4                                         | Herbert Grönemeyer                                      | Mensch                                    | – |
| 6. Oktober 2002 – 2. November 2002 4 Wochen | 4                                         | Elvis Presley                                           | Elv1s – 30 #1 Hits                        | – |
| 3. November 2002 – 9. November 2002 1 Woche (insgesamt 4) | 4                                         | Herbert Grönemeyer                                      | Mensch                                    | – |
| 10. November 2002 – 16. November 2002 1 Woche | 1                                         | Nirvana                                                 | Nirvana                                   | – |
| 17. November 2002 – 30. November 2002 2 Wochen | 2                                         | U2                                                      | The Best of 1990 – 2000                   | – |
| 1. Dezember 2002 – 7. Dezember 2002 1 Woche (insgesamt 5) | 5                                         | Robbie Williams                                         | Escapology                                | – |
| 8. Dezember 2002 – 21. Dezember 2002 2 Wochen | 2                                         | Kiddy Contest Kids                                      | Kiddy Contest Vol. 8                      | Mit der achten Ausgabe des Wettbewerbs erreicht erstmals ein Album zum Kiddy Contest die Spitze der Hitparade. Siegerin wurde die Deutsche Laura Kästel. |
| 22. Dezember 2002 – 18. Januar 2003 4 Wochen (insgesamt 5) | 5                                         | Robbie Williams                                         | Escapology                                | – |

## Jahreshitparaden
| ← 2001 ← | Liste der Nummer-eins-Hits in Österreich | Liste der Nummer-eins-Hits in Österreich          | Liste der Nummer-eins-Hits in Österreich | 2003 →   |
| \| Singles \| Position# \| Alben \| \| ------------------------------------------------------------------------------------------------------------------------------------------------- \| --------- \| ------------------------------------------------- \| \| Whenever, Wherever Shakira Shakira Isabel Mebarak, Gloria M. Estefan, Timothy C. Mitchell \| 1 \| Swing When You’re Winning Robbie Williams \| \| The Ketchup Song (Aserejé) Las Ketchup Francisco Manuel Ruiz Gomez \| 2 \| Mensch Herbert Grönemeyer \| \| Without Me Eminem Anne Jennifer Dudley, Marshall Mathers, Jeffrey Irwin Bass, Malcolm Robert Andrew McLaren, Trevor Charles Horn, Kevin Dean Bell \| 3 \| Laundry Service Shakira \| \| I Believe Bro’Sis Alex Jörg Christensen, Peter Könemann, Jens Klein, Clyde Joseph Ward \| 4 \| Freak of Nature Anastacia \| \| Somethin’ Stupid Robbie Williams & Nicole Kidman C. Carson Parks \| 5 \| The Eminem Show Eminem \| \| How You Remind Me Nickelback Chad Robert Kroeger, Michael Douglas Henry Kroeger, Ryan Anthony Peake, Ryan Vikedal \| 6 \| By the Way Red Hot Chili Peppers \| \| Underneath Your Clothes Shakira Lester A. Mendez, Shakira Isabel Mebarak \| 7 \| Silver Side Up Nickelback \| \| From Sarah with Love Sarah Connor Kay Denar, Rob Tyger \| 8 \| Elv1s – 30 #1 Hits Elvis Presley \| \| Engel Ben feat. Gim Hans Heinrich Wegemund, Alvah Israel \| 9 \| A New Day Has Come Céline Dion \| \| Get the Party Started Pink Linda Perry \| 10 \| Zwischenspiel – Alles für den Herrn Xavier Naidoo \| |                                          |                                                   |                                          |          |
| ← 2001 |                                          |                                                   |                                          | → 2003 → |
| Singles | Position#                                | Alben                                             |                                          |          |
| Whenever, Wherever Shakira Shakira Isabel Mebarak, Gloria M. Estefan, Timothy C. Mitchell | 1                                        | Swing When You’re Winning Robbie Williams         |                                          |          |
| The Ketchup Song (Aserejé) Las Ketchup Francisco Manuel Ruiz Gomez | 2                                        | Mensch Herbert Grönemeyer                         |                                          |          |
| Without Me Eminem Anne Jennifer Dudley, Marshall Mathers, Jeffrey Irwin Bass, Malcolm Robert Andrew McLaren, Trevor Charles Horn, Kevin Dean Bell | 3                                        | Laundry Service Shakira                           |                                          |          |
| I Believe Bro’Sis Alex Jörg Christensen, Peter Könemann, Jens Klein, Clyde Joseph Ward | 4                                        | Freak of Nature Anastacia                         |                                          |          |
| Somethin’ Stupid Robbie Williams & Nicole Kidman C. Carson Parks | 5                                        | The Eminem Show Eminem                            |                                          |          |
| How You Remind Me Nickelback Chad Robert Kroeger, Michael Douglas Henry Kroeger, Ryan Anthony Peake, Ryan Vikedal | 6                                        | By the Way Red Hot Chili Peppers                  |                                          |          |
| Underneath Your Clothes Shakira Lester A. Mendez, Shakira Isabel Mebarak | 7                                        | Silver Side Up Nickelback                         |                                          |          |
| From Sarah with Love Sarah Connor Kay Denar, Rob Tyger | 8                                        | Elv1s – 30 #1 Hits Elvis Presley                  |                                          |          |
| Engel Ben feat. Gim Hans Heinrich Wegemund, Alvah Israel | 9                                        | A New Day Has Come Céline Dion                    |                                          |          |
| Get the Party Started Pink Linda Perry | 10                                       | Zwischenspiel – Alles für den Herrn Xavier Naidoo |                                          |          |